# Charging Bull
A Charging Bull (magyarul: Támadó bika) vagy más néven, „a Wall Street bikája” egy bronz bikaszobor, amely Alsó-Manhattanban, a Bowling Green Park mellett áll.

## Története
1989. december 15. éjjelén Arturo Di Modica olasz–amerikai művész egy 3,2 tonnás, bikát ábrázoló bronzszobrot helyezett a tőzsde épülete elé, az akkor itt álló 18 méteres karácsonyfa alá. Ekkor még be lehetett hajtani a Broad Streetre, így egy járműről sikerült leemelni a 3,4 méter magas és 4,9 méter hosszú szobrot a keskeny utcára. Di Modica barátaival, engedély nélkül hajtotta végre az akciót.
Másnap szórólapokon tudatta a New York-iakkal, hogy a bikát az 1987-es tőzsdei fekete hétfő ihlette és az amerikaiak jövőbe vetett hitét fejezi ki. Az önkényes akció után a rendőrség lefoglalta a szobrot, mely azonban tetszett az embereknek, és visszakövetelték.
Később néhány háztömbbel odébb, a Bowling Green Parkban állították fel, ahol jelenleg is áll. A szobor Di Modica tulajdona maradt, aki hivatalosan csak kölcsönadta a városnak munkáját. 1993-ban felajánlotta megvételre, de New York nem fizetett érte.

## Turistalátványosság
A bika egyike a legkedveltebb turistacélpontoknak Manhattanben. Nyaranta tömegek veszik körbe azzal a céllal, hogy közös fényképeket készítsenek vele.

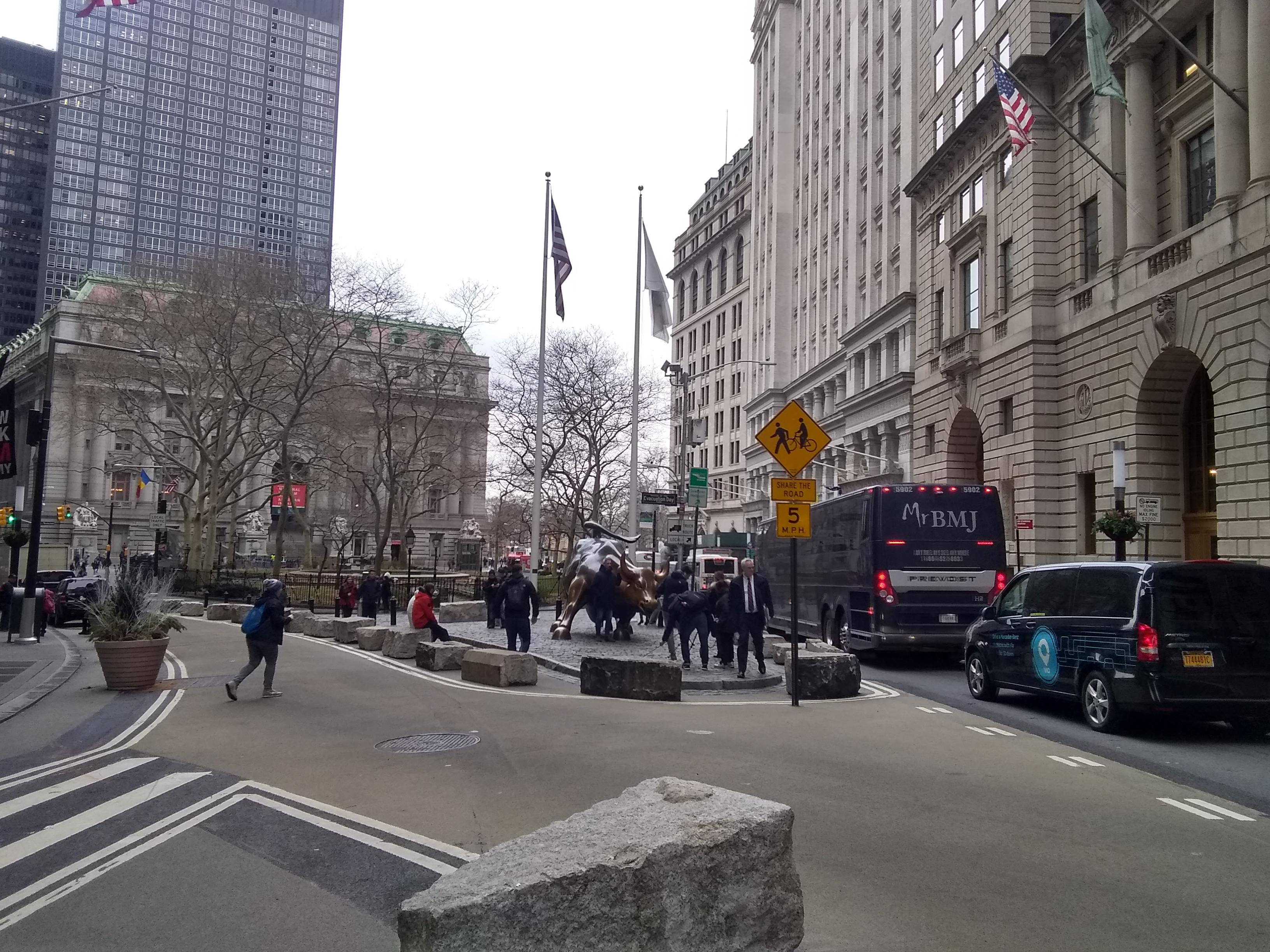
A szobor a Bowling Green Parknál (2020)
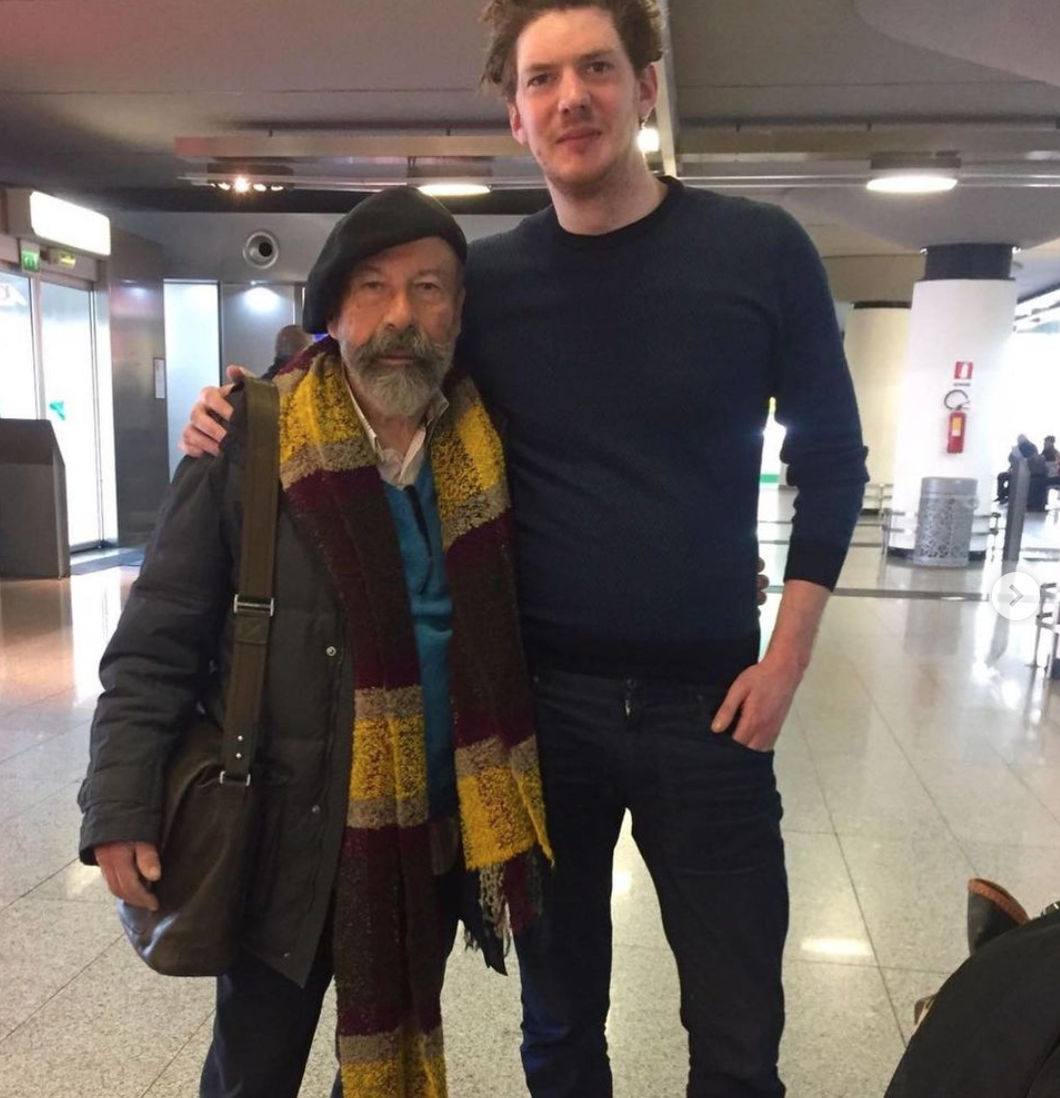
Arturo Di Modica (baloldalt)